# Monazit-(Ce)
Monazit-(Ce) je fosforečnan vzácných zemin, chemický vzorec je (Ce,La,Nd,Th)PO4. Název pochází z řeckého „monazeis“, znamenající „být samotný, osamocený“, pro svoji vzácnost na prvních lokalitách, kde byl nalézán. Používán od roku 1829, uznám Mezinárodní mineralogickou asociací (IMA). Je monoklinické soustavy = třída 2/m. Systematické zařazení podle Strunze je 8.AD.50. 
Synonyma = kryptolit, edwardsit, eremit, mengit, fosfocerit, kularit, turnerit = tabulkové krystaly hnědé barvy.

## Vznik
Monazit je hojným akcesorickým minerálem intruzivních hornin, zejména granitů, charnockitů a syenitických vyvřelin, dále v žilných aplitech a žulových pegmatitech, odkucd pocházejí největší krystaly monazitu, místy na žilách s Sn-W mineralizací s greiseny. Vyskytuje se v sedimentárních horninách, akcesoricky v rulách či ftanitech. Nejčastější a praktickým významem největší jsou však aluviální ložiska, zejména mořská.

## Morfologie
Tvoří tence až tlustě tabulkovité krystaly, též zrnité či celistvé agregáty. Krystaly jsou často zdvojčatělé podle {100}, obvykle však s nedokonale vyvinutými plochami.

## Vlastnosti
- Fyzikální vlastnosti: Tvrdost 5-5,5 (Mo), hustota 4,8-4,5,5 g/cm3, stoupá s příměsí thoria. Štěpnost je dokonalá podle {001}, nedokonalá dle {100}. Je slabě magnetický a radioaktivní. Lasturnatý, nepravidelný lom. Je křehký.
- Optické vlastnosti: Barvy je světle žluté, červenohnědý až tmavohnědý, nazelenalý, žlutohnědý, žlutý, téměř bílý až bezbarvý. Vlivem adsorpce Nd3+ vzniká tzv. alexandritový efekt – barvoměna. Lesk skelný, pryskyřičný. Je částečně průhledný až částečně průsvitný. Vryp je bílý, bývá slabě zabarvený do šeda. Luminiscence chybí, pleochroismus nebyl pozorován či slabě žlutý až žlutozelený. Monazit je dvojosý, optický pozitivní, nα=1,77-1,793, nβ=1,778-1,8, nγ=1,823-1,86, 2V=10°-26°. Silný dvojlom 0,049-0,051.
- Chemické vlastnosti: Procentuální zastoupení prvků: Ce 29,17%, La 14,46%, Th 4,83%, P 12,89%, Nd 12,01%, O2 26,64%. Dává reakci na PO4, nesnadno rozložitelný v kyselinách.

## Příbuzné minerály
cheralit, ximengit, xenotim, buchwaldit, monetit.

## Parageneze
V syenitech a karbonatitech s barytem, bastnäsitem-(Ce), se zirkonem, fergusonitem jako produkt albitizace žul, v pegmatitech se skorylem, xenotimem-(Y) a písekitem, minerály TR a radioaktivními minerály, s kasiteritem, wolframitem a molybdenitem na Sn-W žilách.

## Získávání
Nejdůležitější jsou aluviální ložiska, zejména mořská rýžoviska, dále ložiska v pegmatitech (Norsko, Madagaskar)

## Využití
Vyhledávaná ruda vzácných zemin.

## Naleziště
- Česko
  - Údraž
  - Velká Kraš
  - středočeský permokarbon
- Evropa
  - Amstall, Prägraten (Rakousko)
  - Arendal, Moss, Hitterö, Vesle (Norsko)
  - Piona, Olgiasca (Itálie)
  - Laacher See, důl Clara, údolí Rankach (Německo)
  - Lanterdan, Tintagel (Anglie)
  - Hendre Quarry (Wales)
  - Högsbo, Göteborg (Švédsko)
  - Taseq Slopes (Grónsko)
  - Binnatal, Maderanertal, Tavetschi, Val Cornera (Švýcarsko)
- Afrika
  - Fort-Dauphin, Ambatofotsikely, Ampangabe (Madagaskar)
  - Nasarawa, Bukuru (Nigérie)
  - Windhoek, Kombat Mine (Namibie)
  - Shinkolobwe (Zair)
- Rusko – pohoří Ilmen, poloostrov Kola, Sanarka
- Asie – Funan (Čína), Žanuzak (Kazachstán), mořská aluvia u Malajsie a Indonésie, Indie a Srí Lanky
- Austrálie – Mount Lyell Mines, Broken Hill, Lake Boga, Mt. Bischoff, Moolyella – aluvia
- USA – Mountain Pass, Mars Hill, Trout Creek Pass, Topsham, Road Gulch, Penland, Wind Moutain, Fontana, Ivanph, aluvia u Severní Karolíny, Floridy a Georgie
- Kanada – Saint-Amable sill, Pourdrette, Strange Lake Complex,
- Jižní Amerika
  - Potosí, Llallagui (Bolívie)
  - Bahia, Espirito Santo (Brazílie) – mořská rýžoviska